# Al-Dżauf (Libia)
Al-Dżauf (arab. الجوف, Al-Jawf) – miasto w południowo-wschodniej Libii, siedziba administracyjna gminy Al-Kufra. W 1984 roku liczyło ok. 17 tys. mieszkańców. W pobliżu zlokalizowana jest rafineria ropy naftowej. Miejscowość położona jest przy jednej z największych i najlepiej nawodnionych oaz Sahary, Al-Kufrze. Panuje tu pustynny klimat o temperaturach maksymalnie wynoszących 50 stopni Celsjusza.
Podczas trwającej od 2011 roku wojny domowej miejscowość została przejęta przez islamistycznych przeciwników Mu’ammara al-Kaddafiego, jednak jego zwolennicy odzyskali ją w kwietniu tego samego roku.